# Transua
 Transua è una città, sottoprefettura e comune della Costa d'Avorio, situata nella regione di Gontougo. È capoluogo dell'omonimo dipartimento e conta una popolazione di 36 200 abitanti (censimento 2014).